# پریشیماسی
پریشیماسی (به لاتین: Přišimasy) یک منطقهٔ مسکونی در جمهوری چک است که در ناحیه کولین واقع شده‌است.